# Mary Sears
Mary Sears est une nageuse américaine née le 10 mai 1939 à Portsmouth (Virginie).

## Biographie
Mary Sears dispute l'épreuve du relais 100m papillon aux Jeux olympiques d'été de 1956 de Melbourne et remporte la médaille de bronze.